# Dmitry Olegovich Jakovenko
Dmitry Olegovich Jakovenko (tiếng Nga: Дмитрий Олегович Яковенко; sinh 29 tháng 6 năm 1983) là một đại kiện tướng cờ vua người Nga. Anh là nhà vô địch châu Âu năm 2012 và thành viên của đội tuyển Nga vô địch các giải đấu Giải cờ vua đồng đội thế giới 2009 và Giải cờ vua đồng đội châu Âu 2007 và 2015.

## Sự nghiệp cờ vua
Jakovenko học cờ vua từ cha mình khi lên 3 tuổi và sau đó được huấn luyện viên cũ của Garry Kasparov là Alexander Nikitin hướng dẫn. Năm 2001 anh vô địch hạng tuổi không quá 18 (U-18) tại Giải cờ vua trẻ thế giới và giải Saint-Vincent mở rộng. Jakovenko đồng điểm hạng nhất tại vòng chung kết giải vô địch quốc gia năm 2006, nhưng thua playoff trước Evgeny Alekseev, đồng hạng nhì tại Pamplona 2006/2007, Corus nhóm B 2007, và Aeroflot mở rộng 2007. Anh vô địch giải Karpov Poikovsky (pl) mang tên vua cờ Anatoly Karpov ở Poikovsky, Khantia-Mansia, các năm 2007 và 2012.
Tại bảng xếp hạng FIDE tháng 7 năm 2009, Jakovenko đạt thứ hạng cao nhất trong sự nghiệp là hạng 5 thế giới, vượt qua Vladimir Kramnik để trở thành kỳ thủ số 1 quốc gia vào thời điểm đó. Cùng tháng đó Jakovenko thi đấu tại Giải cờ vua Dortmund, về hạng tư sau khi xét hệ số phụ, đạt 5½/10 điểm, bằng điểm Peter Leko và Magnus Carlsen và kém Kramnik nửa điểm.
Jakovenko vô địch châu Âu năm 2012 ở Plovdiv với điểm số 8½/11. Anh vô địch giải đấu loại trực tiếp Cúp nước Nga các năm 2013, 2014, 2016 và 2017. Tháng 12 năm 2014, Jakovenko về hạng nhì, sau Igor Lysyj, ở vòng chung kết Giải vô địch cờ vua Nga lần thứ 67 Kazan.
Năm 2015 Jakovenko đồng hạng nhất với Hikaru Nakamura và Fabiano Caruana tại giải đấu cuối cùng của chuỗi giải FIDE Grand Prix ở Khanty Mansiysk, đạt 6½/11 điểm, vô địch nếu xét hệ số phụ và xếp thứ ba chung cuộc ở Grand Prix với 310 điểm. Tháng 11 năm 2017, Jakovenko đồng hạng nhất với Levon Aronian ở giải đấu cuối cùng của chuỗi giải FIDE Grand Prix 2017, được tổ chức ở Palma, Majorca, vô địch nếu xét hệ số phụ.

## Một số ván đấu tiêu biểu
- Evgeny Najer 0-1 Dmitry Jakovenko, Vòng chung kết Giải vô địch cờ vua Nga 2006, phòng thủ Nimzo-Indian: biến Romanishin, nhánh lai ván cờ Anh (E20)
- Dmitry Jakovenko 1-0 Emil Sutovsky, Giải cờ vua Poikovsky Karpov lần thứ 8 năm 2007, ván cờ Tây Ban Nha: biến mở, nhánh chính (C80)
- Vugar Gashimov ½-½ Dmitry Jakovenko, Grand Prix Elista 2008, phòng thủ Caro-Kann: biến truyền thống, nhánh chính (B18)